# Blýskalka
Blýskalka (Photinia), někdy též uváděný jako blýskavka, je rod rostlin patřící do čeledi růžovité (Rosaceae). Jsou to opadavé nebo stálezelené dřeviny s bílými květy a červenými plody, rozšířené v počtu asi 65 druhů zejména ve východní Asii. Některé druhy se pěstují jako okrasné dřeviny. V současné taxonomii je součástí tohoto rodu i bývalý rod stranvésie (Stranvaesia).

## Popis
Blýskalky jsou stálezelené nebo opadavé keře a stromy s jednoduchými střídavými listy. Zimní pupeny jsou drobné, kryté několika střechovitými šupinami. Listy jsou tenké nebo tuhé, krátce řapíkaté, na okraji většinou pilovité, řidčeji celokrajné. Palisty jsou obvykle šídlovité. Květy jsou uspořádány v poměrně bohatých okolících nebo chocholících, řidčeji v krátkých latách, případně jsou květy ve svazečcích po 2 až 3 nebo i jednotlivé. V květu je miskovitá až zvonkovitá češule, která je volná nebo přirostlá k semeníku. Kalich je tvořen 5 vytrvalými, krátkými lístky. Korunní lístky jsou na bázi nehetnaté. Tyčinek bývá asi 20. Semeník je polospodní, ze 2 až 5 ve spodní části srostlých plodolistů a se stejným počtem komůrek, řidčeji tvořené jediným plodolistem. Čnělky jsou volné nebo víceméně srostlé. V každém plodolistu jsou 2 vajíčka. Plodem je kulovitá, vejcovitá nebo elipsoidní malvice. Na vrcholu plodu jsou vytrvalé zahnuté kališní lístky.

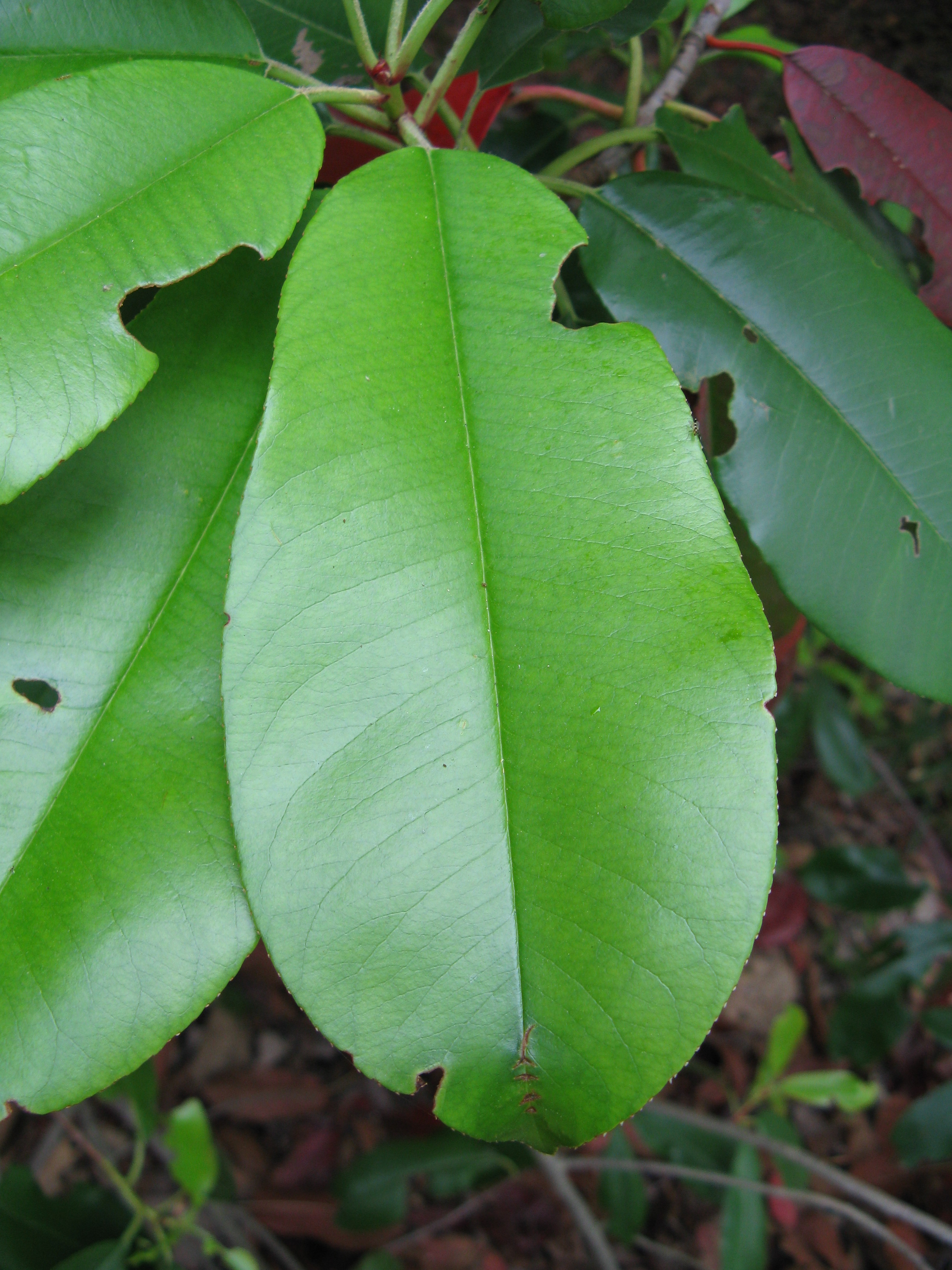
List blýskalky Photinia serratifolia
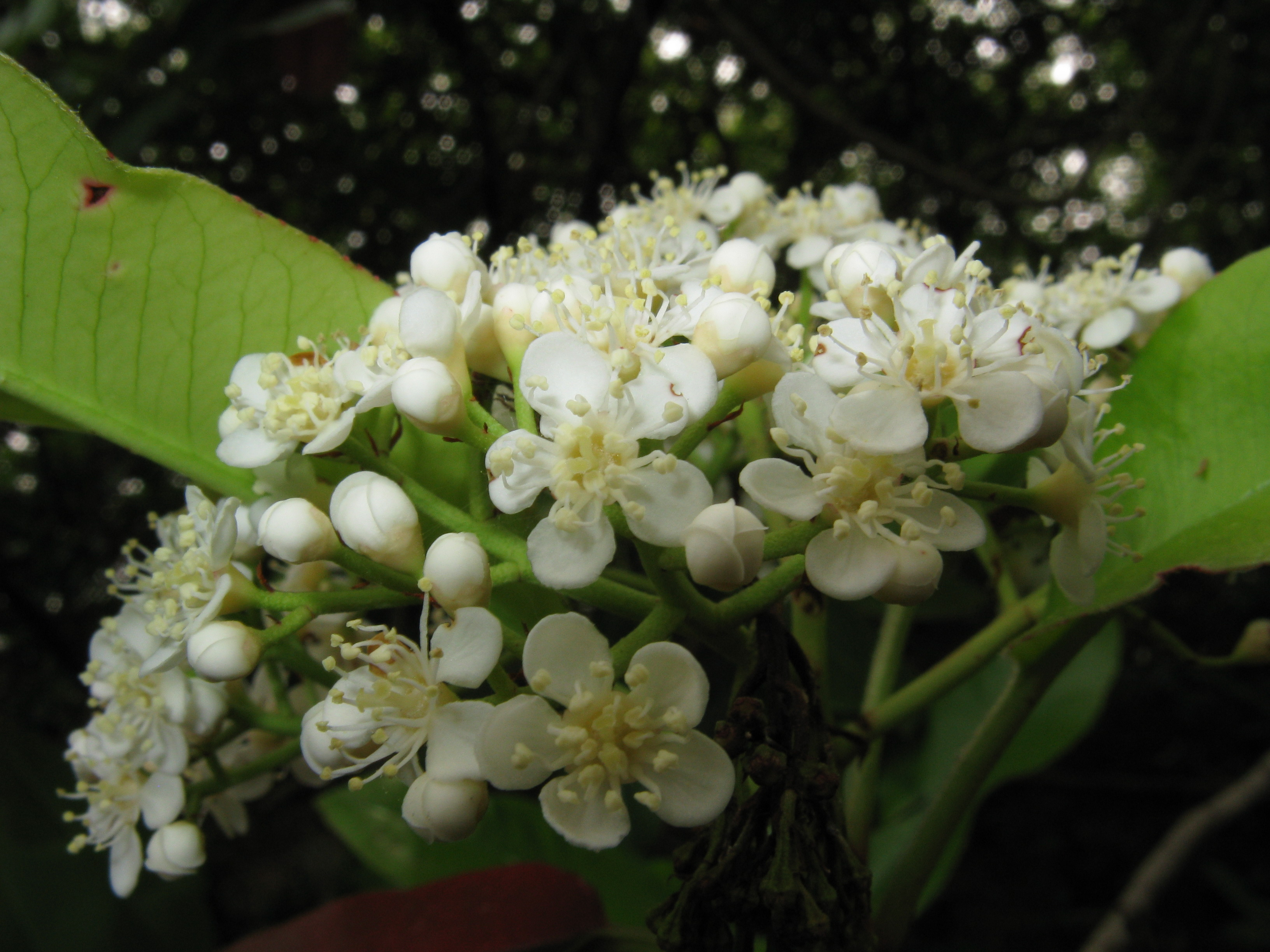
Detail květenství blýskalky Photinia serratifolia
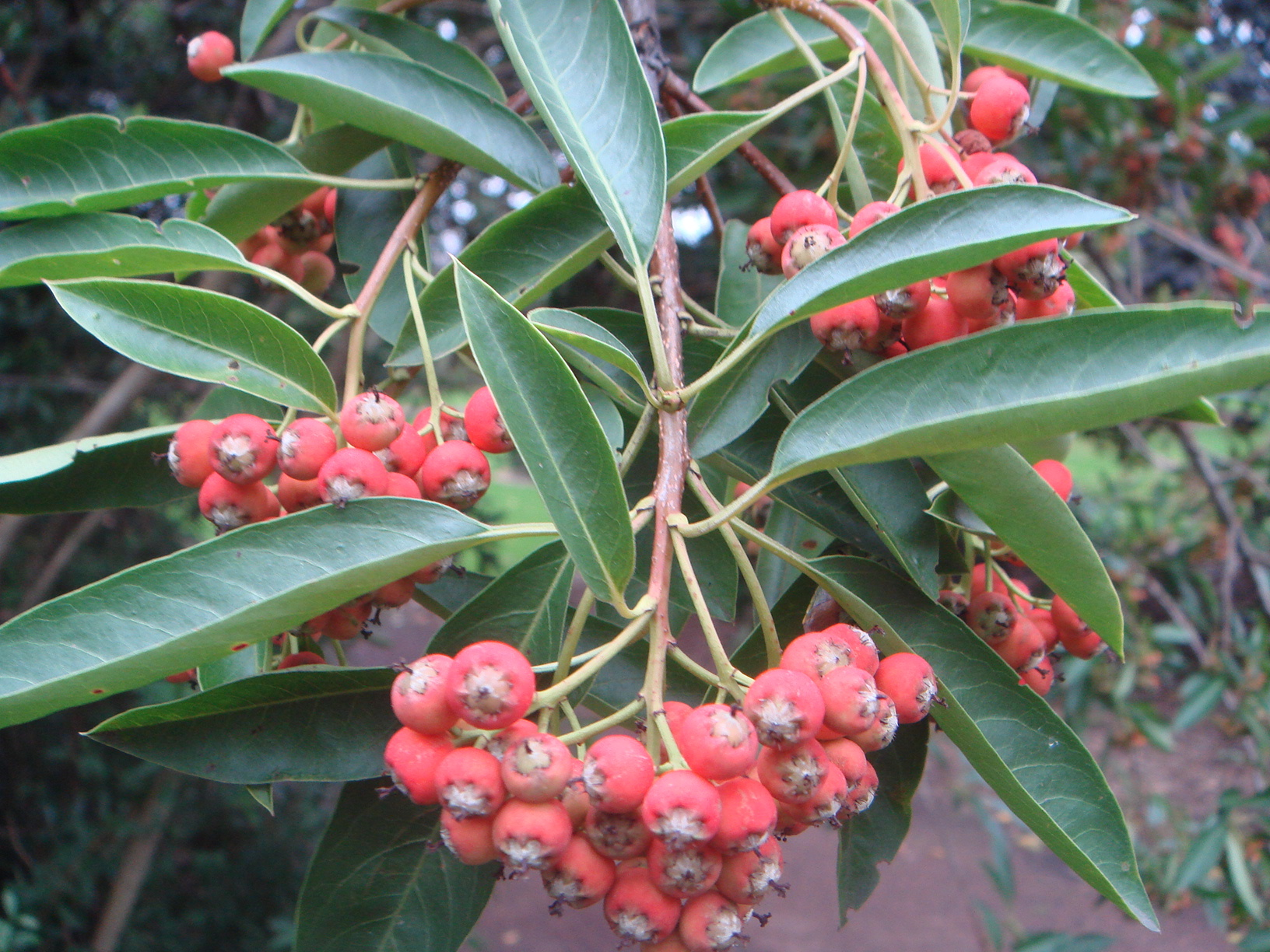
Plody blýskalky Davidovy (Photinia davidiana)

## Rozšíření
Rod blýskalka zahrnuje asi 65 druhů. Je rozšířen ve východní, jižní a jihovýchodní Asii a v Mexiku. Nejvíce druhů (celkem 48, z toho 34 endemických) se vyskytuje v Číně. V evropské květeně tento rod není zastoupen.

## České jméno
Ačkoliv se v odborné literatuře udává české jméno blýskalka, v nabídce zahradnických firem převažuje název blýskavka.

## Taxonomie
Taxonomie rodu Photinia a příbuzných rodů Aronia (temnoplodec), Pourthiaea a Stranvaesia (stranvésie) je stále ještě ve vývoji. Výsledky fylogenetické studie z roku 2011 naznačují, že část druhů rodu Photinia by měla být vyčleněna do rodu Pourthiaea a rod Stranvaesia by měl být naopak vřazen do rodu Photinia. V převládajícím současném pojetí je rod Pourthiaea součástí rodu Photinia, zatímco rod Stranvaesia je často chápán jako samostatný.

## Zástupci
- blýskalka Beauverdova (Photinia beauverdiana)
- blýskalka Davidova (Photinia davidiana, syn. Stranvaesia davidiana)
- blýskalka drobnolistá (Photinia parvifolia)
- blýskalka Fraserova (Photinia x fraseri) - kříženec P. glabra a P. serratifolia
- blýskalka chlupatá (Photinia villosa)
- blýskalka lysá (Photinia glabra)

## Význam

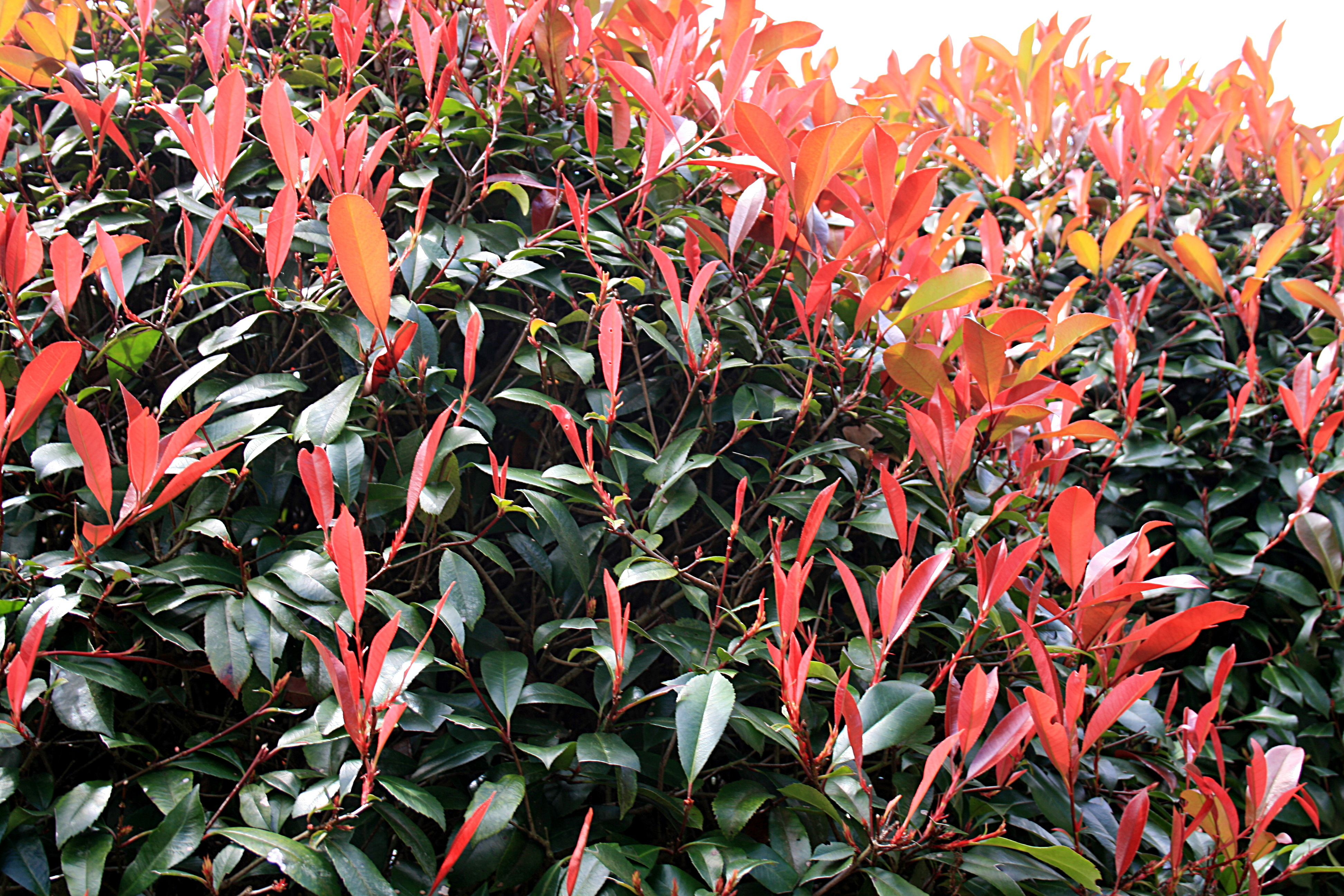
Blýskalka Fraserova 'Red Robin', jarní olistění

Některé druhy blýskalky jsou pěstovány jako okrasné dřeviny, nápadné zejména velkými a lesklými listy a bílými květy, které jsou následovány červenými plody. V České republice jsou poměrně zřídka pěstovány pouze nejodolnější druhy rodu, zejména opadavé druhy blýskalka chlupatá (Photinia villosa), blýskalka drobnolistá (Photinia parvifolia) a blýskalka Beauverdova (Photinia beauverdiana) a stálezelená blýskalka Davidova (Photinia davidiana). V posledních letech se objevuje v několika různých kultivarech též stálezelený kříženec blýskalka Fraserova (Photinia x fraseri), vyznačující se nápadně červenými rašícími listy. Je vhodný pouze pro zvlášť chráněné a teplé polohy.
Ve sbírkách některých botanických zahrad se lze setkat i s dalšími druhy, jako je Photinia koreana nebo Photinia serrulata.